# Орбетелло (лагуна)
Орбете́лло (итал. Laguna di Orbetello) — озеро (лагуна) в итальянском регионе Тоскана в провинции Гроссето. Расположена примерно в 150 км к югу от Флоренции близ побережья Тирренского моря, от акватории которого отделяется двумя косами: Джанелла на северо-западе и Фенилья — на юго-востоке, а с юго-запада — территорией Монте-Арджентарио. Ещё на одной косе, расположенной в центре лагуны, размещается город Орбетелло (он соединён с Монте-Арджентарио мостом и дамбой, разделяющими лагуну на две части — западную Laguna di Ponente и восточную Laguna di Levante). Площадь водной поверхности лагуны 26,9 км², средняя глубина — около 1 м (не превышает 2 м). Лагуна сообщается с морем посредством трёх искусственных каналов. В северную часть лагуны впадает небольшая река Альбенья.
Воды лагуны бедны кислородом вследствие недостаточного водообмена с морем, но тем не менее богаты рыбой, среди которой такие ценные как кефаль, угорь, лаврак, камбала, бычки; развито рыболовство, а также разведение золотых рыбок и лаврака. На северном побережье западной части лагуны находится небольшой (850 га) природный резерват Laguna di Orbetello di Ponente, основанный в 1971 году. Там находятся места отдыха перелётных и гнездовья местных птиц — всего около 200 видов, среди которых большой баклан, шилоклювка, обыкновенная колпица, скопа, ходулочник, различные виды уток, цапель и др. Птиц привлекают здесь мелкие, хорошо прогревающиеся воды лагуны, сулящие обилие пищи, наличие зарослей тростника. Берега лагуны покрыты дюнной растительностью, встречаются рощи из тополя, ясеня, вяза. На косе Фенилья — сосновые леса. Животный мир побережья озера включает лис, барсуков, дикобразов.
В воде лагуны рядом с городом Орбетелло стоит каменная мельница, сохранившаяся с XVI века. На косах Джанелла и Фенилья — многочисленные виллы, гостиницы, кемпинги.